# Paullinia carrenoi
Paullinia carrenoi là một loài thực vật có hoa trong họ Bồ hòn. Loài này được Steyerm. mô tả khoa học đầu tiên năm 1975.